# Мінкович Андрій
Андрій Мінкович — український селянин з Либохори (нині Турківський район, Львівська область, Україна), громадсько-політичний діяч. Був обраний послом до Галицького сейму 2-го скликання у 1867 році від IV курії округу Турка — Бориня; входив до складу «Руського клубу».